# 2010年MTV日本音樂錄影帶大獎
2010年MTV日本音樂錄影帶大獎由MTV Japan举办，在2010年5月29日於東京國立代代木第一體育館舉行。

## 表演者
- BIGBANG
- BRADBERRY ORCHESTRA
- 放浪兄弟
- 加藤ミリヤ
- 惡女凱莎
- K'NAAN with AI
- Superfly
- 泰歐·克魯茲
- w-inds.

## 特別來賓
- 化學超男子
- DJ KAORI
- Dream
- 福原美穂
- 平子理沙
- ICONIQ
- JAY'ED
- JOY
- Juliet
- 北澤豪
- ライセンス
- 魔裟斗
- May J.
- 南明奈
- MINMI
- SCANDAL
- 湘南乃風
- Spontania
- 田中美保
- VANNESS
- 若槻千夏
- YU-A
- 2NE1

## 獎項

### 最佳男藝人音樂錄影帶獎
- JAY'ED－《Everybody》
- 傑斯－《Empire State of Mind feat. ALICIA KEYS》
- KREVA－《瞬間speechless》
- 尚·保羅－《So Fine》
- 清水翔太－《美しき日々よ》

### 最佳女藝人音樂錄影帶獎
- 安室奈美惠－《FAST CAR》
- 絢香－《みんな空の下》
- 木村KAELA－《Butterfly》
- 女神卡卡－《Poker Face》
- 蕾哈娜－《Russian Roulette》

### 最佳團體音樂錄影帶獎
- 新好男孩－《Straight Through My Heart》
- 黑眼豆豆－《I Gotta Feeling》
- 雷密歐羅曼－《花鳥風月》
- 東方神起－《Share The World》
- 東京事變－《能動的三分間》

### 最佳新人音樂錄影帶獎
- 阿部真央－《いつの日も》
- BIGBANG－《ガラガラ GO!!》
- 凱莉·希爾森－《Knock You Down feat. NE-YO & KANYE WEST》
- 泰勒絲－《You Belong with Me》
- the telephones－《Monkey Discooooooo》

### 年度最佳音樂錄影帶獎
- 艾莉西亞·凱斯－《Doesn't Mean Anything》
- 安室奈美惠－《FAST CAR》
- 絢香－《みんな空の下》
- 放浪兄弟－《ふたつの唇》
- 女神卡卡－《Poker Face》

### 最佳搖滾音樂錄影帶獎
- 年輕歲月－《Know Your Enemy》
- 九釐米子彈－《命ノゼンマイ》
- 謬思樂團－《Uprising》
- RADWIMPS－《おしゃかしゃま》
- Superfly－《Dancing On The Fire》

### 最佳流行音樂錄影帶獎
- BIGBANG－《声をきかせて》
- 生物股長－《YELL》
- 倖田來未－《Lick me♥》
- 里歐娜－《Happy》
- 紅粉佳人－《Please Don't Leave Me》

### 最佳節奏藍調音樂錄影帶獎
- 艾莉西亞·凱斯－《Doesn't Mean Anything》
- 克里斯小子－《Crawl》
- JASMINE－《sad to say》
- JUJU with JAY'ED－《明日がくるなら》
- 加藤ミリヤ－《Aitai》

### 最佳嘻哈音樂錄影帶獎
- 阿姆－《We Made You》
- 佛羅里達－《Right Round feat. KESHA》
- 傑斯－《Empire State of Mind feat. ALICIA KEYS》
- KREVA－《瞬間speechless》
- RHYMESTER－《ONCE AGAIN》

### 最佳雷鬼音樂錄影帶獎
- HAN-KUN－《KEEP IT BLAZING》
- PUSHIM－《My Endless Love》
- RYO the SKYWALKER－《ここにある今を 共に歩き出そう》
- 尚·金斯頓（Sean Kingston）－《Fire Burning》
- 尚·保羅－《So Fine》

### 最佳舞曲音樂錄影帶獎
- COS / MES －《Chaosexotica》
- 大衛·庫塔－《When Love Takes Over feat. KELLY ROWLAND》
- 女神卡卡－《Poker Face》
- 樂路克絲（La Roux）－《I’m Not Your Toy》
- Perfume－《ワンルーム･ディスコ》

### 最佳電影音樂錄影帶獎
- flumpool－《MW ～Dear Mr. & Ms. ピカレスク》 from 《MW》
- JUJU with JAY'ED－《明日がくるなら》 from 《生命最後一個月的花嫁》
- 里歐娜－《I see you》 from 《阿凡達》
- 帕拉摩爾－《Decode》 from 《暮光之城：無懼的愛》
- 湘南乃風－《親友よ》 from 《剽悍少年DROP》

### 最佳合作音樂錄影帶獎
- 碧昂絲－《Video Phone feat. LADY GAGA》
- 傑斯－《Empire State of Mind feat. ALICIA KEYS》
- JUJU with JAY'ED－《明日がくるなら》
- 加藤ミリヤ×清水翔太－《Love Forever》
- w-inds. × G-DRAGON
(BIGBANG)－《Rain Is Fallin'》

### 最佳專輯獎
- 安室奈美惠－《過去＜未來》
- 黑眼豆豆－《能.量.豆.陣.》
- 放浪兄弟－《給珍愛的未來》
- 年輕歲月－《世紀大崩解》
- Superfly－《Box Emotions》

### 最佳卡拉OK歌曲獎
- 黑眼豆豆－《I Gotta Feeling》
- 加藤ミリヤ×清水翔太－《Love Forever》
- 木村KAELA－《Butterfly》
- 女神卡卡－《Poker Face》
- 西野加奈－《もっと・・・》

## 外部連結
- MTV日本音樂錄影帶大獎官方網站